# София Юлиана фон Валдек-Вилдунген
София Юлиана фон Валдек-Вилдунген (на немски: Sophia Juliana von Waldeck-Wildungen; * 1 април 1607 във Вилдунген; † 15 септември 1637 в Цигенхайн) е графиня от Валдек-Вилдунген и чрез женитба ландграфиня на Хесен-Ротенбург.
Тя е дъщеря на граф Кристиан фон Валдек-Вилдунген (1585 – 1637) и съпругата му графиня Елизабет фон Насау-Зиген (1584 – 1661), дъщеря на граф Йохан VII фон Насау-Зиген (1561 – 1623) и графиня Магдалена фон Валдек-Вилдунген (1558 – 1599).
София Юлиана фон Валдек-Вилдунген умира на 15 септември 1637 г. в Цигенхайн на 30 години и е погребана в църквта Св. Мартин в Касел при дъщеря си.

## Фамилия
София Юлиана фон Валдек-Вилдунген се омъжва на 10 януари 1634 г. във Валдек за ландграф Херман IV фон Хесен-Ротенбург (1607 – 1658), син на ландграф Мориц фон Хесен-Касел (1572 – 1632) и Юлиана фон Насау-Диленбург (1587 – 1643), дъщеря на граф Йохан VII фон Насау-Зиген (1561 – 1623) и Магдалена фон Валдек (1558 – 1599). Тя е първата му съпруга. Херман трябва да носи цял живот един железен крак и е признат изследовател по своето време в метеорологията, математиката, астрономията и географията. Те имат две деца, които умират като бебета:
- мъртвороден син (*/† 1 декември 1634 в Касел?)
- Юлиана фон Хесен-Касел (* 25 март 1636 в Касел; † 22 май 1636 в Касел)

Херман IV фон Хесен-Ротенбург се жени втори път през 1642 г. за принцеса Кунигунда Юлиана фон Анхалт-Десау (1608 – 1683).